# آدم عبد الله عثمان دار
عدن عبدالله عثمان دار (سومالیایی: [Aadan Cabdulle Cismaan Daar] Error: {{Lang}}: متن دارای نشانه‌گذاری ایتالیک است (راهنما)؛ زاده ۹ دسامبر ۱۹۰۸ – درگذشته ۸ ژوئن ۲۰۰۷) یک سیاست‌مدار اهل سومالی بود.
وی اولین رئیس جمهور سومالی مابین سال های ۱۹۶۰ تا ۱۹۶۷ بود.